# Dominique Chaix
Pour les articles homonymes, voir Chaix (homonymie).
Dominique Chaix (1730-1799)  est un botaniste et prêtre français, curé des Baux, un hameau de La Roche-des-Arnauds, dans les Hautes-Alpes. Mentor et ami de Dominique Villars, il herborisa avec lui dans la région de Gap.

## Biographie
Dominique Chaix est né le 8 juin 1730 à Rabou, non loin de La Roche-des-Arnauds, où les ruines de sa maison natale, la ferme Berthaud, sont encore visibles dans les gorges du Petit Buëch, à proximité de la chapelle de la Crotte de Berthaud, dernier vestige d'une ancienne chartreuse incendiée au milieu du XVe siècle. La famille Chaix, originaire de Chaudun, exploitait deux fermes appartenant à la chartreuse de Durbon établie à Saint-Julien-en-Beauchêne.
À l'âge de 13 ans, le jeune Dominique commence l'apprentissage du latin. En 1746, ses parents l'envoient poursuivre ses études au collège tenu par les Jésuites à Grenoble. Il y est hébergé dans la famille de Claude François Bruno Siblot, en contrepartie de quoi il sert de précepteur auprès des enfants. Ordonné prêtre en 1755, l'abbé Chaix est nommé vicaire à Gap, attaché au chapitre de la cathédrale sous l'épiscopat de Pierre-Annet de Pérouse. Il est notamment chargé de célébrer la messe au Couvent de la Charité, un pensionnat de jeunes filles dont la mère supérieure, Marguerite de Colvin, entretient un jardin de plantes médicinales. Elle fut la première à lui inspirer l'étude de la flore locale.
En 1758, il est nommé curé des Baux, petite paroisse de 150 âmes proche de la Roche-des-Arnauds. Ses charges pastorales lui laissant beaucoup de temps libre, l'abbé Chaix s'adonne durant la belle saison à la botanique, il herborise dans la région, ramène chaque année une cinquantaine de plantes rares ou inconnues des botanistes qu'il cultive dans son jardin de 800 m2, avant de les mettre en herbier pour libérer la place pour d'autres plantes. L'hiver, il part plusieurs semaines en tournée de prédication dans des paroisses plus peuplées. C'est ainsi qu'au Noyer en Champsaur, en 1765, il fait la connaissance du jeune Dominique Villars, de 15 ans son cadet.
Une profonde amitié liera bientôt ces deux hommes passionnés de botanique et deux ans après cette rencontre, l'abbé Chaix refusera la cure de Gap que lui propose le nouvel évêque, François de Narbonne-Lara, afin de pouvoir continuer ses chers travaux botaniques. En 1769, Chaix et Villars entreprennent leur première grande herborisation ensemble, dans la région de Gap, les montagnes autour des Baux, Rabou et Chaudun, le Col Bayard, et au-delà du Drac, jusqu'Ancelle et Orcières. Ils en reviennent avec moult spécimens d'herbiers, graines et plantes vivantes pour le jardin de l'abbé. L'année suivante les voit repartir pour un nouveau périple qui les conduira du bas du Valgaudemar, vers La Chapelle, la vallée du Drac Blanc, Champoléon, Orcières, jusqu'au Champsaur. Le reste de la saison, ils travaillent indépendamment, chacun dans sa région, une journée entière étant nécessaire pour aller des Baux au Noyer. En 1771-1772, Villars entre à l'École de chirurgie de Grenoble ; l'abbé Chaix n'a plus guère l'occasion de voir son ami, mais il entame une longue correspondance avec  lui : il lui écrira en effet 170 lettres en 27 ans, la dernière à peine deux semaines avant sa mort.
Le 21 juillet 1799, alors que l'abbé Dominique Chaix célèbre la messe aux Baux, il est pris d'une crise d'apoplexie. Le docteur Jean-Joseph Serre se lève aussitôt de son siège pour l'aider et veillera sur lui pendant les douze prochaines heures suivant la crise. Malgré les efforts du Dr Serre, l'abbé décède le 22 juillet 1799 peu après minuit. L'abbé passa la plupart de son dernier jour à composer une lettre pour Villars. Le Dr Serre raconte la mort de l'abbé Dominique Chaix dans une lettre du 24 juillet 1799.
Après la mort de Chaix, Villars réalisa une notice nécrologique. Cette notice est datée du début du XIXe siècle : elle a été rédigée avant 1807 car il existe un Précis de l'Éloge de M. Chaix, rédigé d'après cette notice nécrologique de Villars et publié en 1807.

## Œuvres et héritage
Dominique Chaix  est l'auteur d'un catalogue des plantes des environs de Gap, publié à Grenoble en 1785 sous le titre Plantae Vapincenses sive enumeratio in agro Vapincensi observatarum stirpium, et reproduit par Villars l'année suivante dans le premier tome de son Histoire des plantes de Dauphiné,. L'herbier, des manuscrits et la correspondance de l'abbé Chaix ont également été conservés. Au grand dépit de Villars, qui se considérait comme l'héritier scientifique de Dominique Chaix, ses héritiers légaux monnayèrent son herbier et sa bibliothèque : à sa mort, l'abbé Chaix était en effet couvert de dettes !

### L'herbier
Villars, qui dut donc payer pour récupérer même les livres qu'il avait prêtés à son ami, réussit à convaincre Philippe-Isidore Picot de Lapeyrouse, professeur d'histoire naturelle à l'École centrale de Toulouse, d'acquérir l'herbier, qui comportait quelque 3 000 planches. L'herbier Chaix fut alors expédié à Toulouse. À la mort de Lapeyrouse en 1818, l'herbier passa de mains en mains, pour finalement revenir, en très mauvais état, aux archives départementales de Gap.
L'herbier de Dominique Chaix est conservé au Conservatoire botanique national alpin de Gap-Charance ; quelques fragments se trouvent au Musée Muséum Départemental des Hautes-Alpes à Gap.
Un surprenant herbier d'oiseaux lui a été attribué pendant longtemps, mais il s'agit en réalité des derniers témoins de la collection des taxidermistes Mouton-Fontenille et Jacques-Marie Hénon.

### Les manuscrits
À la mort de Chaix, Villars récupéra entre autres sa propre Histoire des plantes du Dauphiné, annotée par Chaix, ainsi qu'un manuscrit de 600 pages, daté de 1771, intitulé Dominici Chaix, Bauciensis parrochus, notae botanicae cum propriae, tum ex celeberrimis scriptoribus compendiosae excerptae, qu'il ne jugea pas utile de publier.
La collection de manuscrits de la Bibliothèque nationale et universitaire de Strasbourg comporte un  dossier manuscrit de 220 feuillets de Dominique Chaix, qui contient notamment une poésie en latin du curé des Baux, sur la flore du Dauphiné, datée du 8 janvier 1779, ainsi que la transcription de travaux de plusieurs botanistes dont Linné, Tournefort, Crantz et  Allioni.

### La correspondance
Toutes les lettres de Dominique Chaix ont été soigneusement conservées par Villars, toujours très respectueux de son vieux maître, quoique l'élève, formé en médecine, sciences naturelles, latin et grec, n'ait pas tardé à supplanter le maître. Ces lettres sont conservées à la Bibliothèque municipale de Grenoble.

## Éponymie
Plusieurs botanistes ont nommé des taxons commémorant le nom de Dominique Chaix.
Le nom Chaixia a été donné par Lapeyrouse à un genre de Gesneriaceae et les épithètes spécifiques chaixi, chaixiana, chaixianum et chaixii ont été attribuées à diverses espèces.